# Ducado de Croy
El ducado de Croy es un título nobiliario español creado por el rey Felipe V en favor de Fernando Gastón de Croy, conde de Renoux, el 12 de enero de 1705 por real decreto y el 13 de enero de 1706 por real despacho, para sí y sus descendientes, y que llegó a ostentar la grandeza de España de primera clase. En la actualidad está extinguido.

## Duques de Croy
|                       | Titular                            | Periodo               |
| Creación por Felipe V | Creación por Felipe V              | Creación por Felipe V |
| --------------------- | ---------------------------------- | --------------------- |
| I                     | Fernando Gastón de Croy y Ketteler | 1706-1720             |
| Título extinguido     |                                    |                       |

## Historia de los duques de Croy
- Fernando Gastón de Croy y Ketteler (1660-1720), I duque de Croy, conde de Rœulx,  V duque de Croÿ (en Francia), príncipe del Sacro Imperio Romano Germánico, barón de Laurain y de Laghen, caballero del Toisón de Oro (breve n.° 553).[2]

Hubo tres solicitudes para rehabilitar el título, aunque ninguna de ellas prosperó: la primera el 15 de marzo de 1929, la segunda el 31 de enero de 1978 (BOE del 18 de febrero), por María de Fátima Figueroa y Melgar, y la tercera el 26 de diciembre de 1983 (BOE del 28 de enero de 1984), por Carlos de Croy.